# Louis Schoenmaekers
Ludovicus (Louis) Schoenmaekers (Turnhout, 15 september 1931) is een Belgische voormalige zwemmer. Zijn favoriete slag was schoolslag. Hij nam eenmaal deel aan de Olympische Spelen, maar kon daarbij niet de finale halen. Hij behaalde vier Belgische titels.

## Loopbaan
Schoenmaekers nam in 1952 deel aan de Olympische Spelen van Helsinki. Op de 200 m schoolslag werd hij uitgeschakeld in de reeksen. Op dit nummer werd hij in 1950 en van 1952 tot 1954 Belgisch kampioen.
Naast zwemmer is Schoenmaekers ook actief als kunstschilder.

## Belgische kampioenschappen
Langebaan
| Onderdeel        | Jaar                   |
| ---------------- | ---------------------- |
| 200 m schoolslag | 1950, 1952, 1953, 1954 |